# 波德波羅日耶
波羅波德日耶 （俄语：Подпоро́жье）是俄羅斯列寧格勒州的一個城市，位於聖彼得堡東北285公里的斯維里河畔。2002年人口為20,312人。
19世紀改以現名 （「急流下」的意思）。1956年設市。